# Frederik van Anhalt-Harzgerode
Frederik van Anhalt-Harzgerode (Ensdorf, 16 november 1613 – Plötzkau, 30 juni 1670) was van 1635 tot aan zijn dood vorst van Anhalt-Harzgerode. Hij behoorde tot het huis Ascaniërs.

## Levensloop
Frederik was de vierde zoon van vorst Christiaan I van Anhalt-Bernburg en Anna van Bentheim-Tecklenburg, dochter van graaf Arnold II. Na zijn opleiding en grand tour door meerdere Europese landen ging hij in 1634 tijdens de Dertigjarige Oorlog in de militaire dienst van Zweden, waarbij hij als officier en regimentshouder in Bohemen vocht. In 1635 verliet hij als gevolg van de Vrede van Praag het Zweedse leger.  
Zijn vader Christiaan had in zijn testament gezet dat Frederik en zijn oudere broer Christiaan II gezamenlijk het vorstendom Anhalt-Bernburg moesten besturen, maar Frederik wist een eigen vorstendom af te dwingen. In december 1635 kwam het tot een vergelijk tussen de broers, waarbij Frederik de ambten Harzgerode en Güntersberge kreeg. Hij kon zijn landerijen later uitbreiden met de ambten Plötzkau (1665) en Gernrode (1669).
Het vorstendom Anhalt-Harzgerode was bij zijn regeringsaantrede echter geruïneerd en kort daarna brandde zijn residentiestad Harzgerode af. Hij liet zijn land de eerste jaren in de handen van zijn meer ervaren broer en ging reizen, die hem naar Hamburg en Polen voerden. Na zijn terugkeer ging hij in 1636 als generaal-majoor in dienst bij landgraaf Willem V van Hessen-Kassel. In 1641 nam hij onder dwang van zijn broer en zijn andere familieleden de regering in Anhalt-Harzgerode op. Hij probeerde zijn landerijen uit de oorlogshandelingen te houden en probeerde de economie terug aan te zwengelen.
In 1644 maakte hij met zijn neef Lebrecht een reis door Hongarije. Na de dood van zijn echtgenote in 1647 ging hij opnieuw reizen, ditmaal door West-Europa, Italië en Malta. Hij ondernam nog twee verdere reizen: in het Oude Eedgenootschap (1664) en de Republiek der Zeven Verenigde Nederlanden (1667).
Na de dood van zijn broer Christiaan II in 1656 keerde hij terug naar Anhalt-Harzgerode. In 1660 werd hij de oudste vorst van Anhalt na het overlijden van vorst Johan Casimir van Anhalt-Dessau. In 1666 voerde hij een nieuwe lands- en procesorde door en in 1665 liet hij het eerstgeboorterecht gelden in zijn gebieden. Ook was hij lid van het Vruchtdragende Gezelschap.
In juni 1670 stierf Frederik op 56-jarige leeftijd. Hij werd bijgezet in de crypte van de Mariakerk van Harzgerode.

## Huwelijken en nakomelingen
Op 10 augustus 1642 huwde Frederik met Johanna Elisabeth (1619-1647), dochter van vorst Johan Lodewijk van Nassau-Hadamar. Ze kregen drie kinderen:
- Willem (1643-1709), vorst van Anhalt-Harzgerode
- Anna Ursula (1645-1647)
- Elisabeth Charlotte (1647-1723), huwde eerst in 1663 met vorst Willem Lodewijk van Anhalt-Köthen en daarna in 1666 met hertog August van Sleeswijk-Holstein-Sonderburg-Norburg-Plön

Op 26 mei 1657 huwde hij met zijn tweede echtgenote Anna Catharina (1612-1659), dochter van graaf Simon VII van Lippe-Detmold. Dit huwelijk bleef kinderloos.